# Ballroom (musikal)
Ballroom är en musikal med musik av Billy Goldenberg, sångtexter av Alan Bergman och Marilyn Bergman och libretto av Jerome Kass. Koreografi: Michael Bennett.

## Historia
Urpremiären var på Broadway den 14 december 1978 på Majestic Theatre där den gick 116 gånger.   

## Handling
Librettot bygger på manus till ett drama, Queen of the Stardust Ballroom, som gått på TV tre år tidigare. Några helt vanliga människor söker glömma vardagen på en dansbana. En ensam änka, Bea Asher, har en romans med Alfred Rossi, en hämmad brevbärare som hon träffat där. Men problem uppstår då hennes dotter vägrar acceptera moderns romans "vid din ålder" och hennes drömmar krossas när hon upptäcker att Alfred inte är den hon trodde. Musikalen slutar konventionellt med en danstävling som Bea vinner.

## Sånger
- A Terrific Band and a Real Nice Crowd
- A Song for Dancing
- One by One
- The Dance Montage
- Dreams
- Somebody Did Alright for Herself
- The Tango Contest
- Goodnight is Not Goodbye
- I've Been Waiting All My Life
- I Love to Dance
- More of the Same
- Fifty Percent
- The Stardust Waltz
- I Wish You a Waltz